# HD 91496
HD 91496，又名CP-72 981，SAO 256723、HR 4142，是一颗恒星，视星等为4.93，位于銀經293.12，銀緯-13.08，其B1900.0坐标为赤經10h 28m 42.1s，赤緯-72° -13.08′ 26″。